# Calanthemis sanguinicollis
Calanthemis sanguinicollis är en skalbaggsart som beskrevs av Hintz 1913. Calanthemis sanguinicollis ingår i släktet Calanthemis och familjen långhorningar. Inga underarter finns listade.